# Martin (Frankrijk)
Martin is een historisch motorfietsmerk.
Frans bedrijf van Georges Martin dat zich vanaf de jaren zeventig bezighield met het bouwen van specials op basis van sterke Japanse motoren. Aanvankelijk waren dat vrijwel altijd dikke viercilinders, later werden ook cross- en enduroframes gebouwd. Er waren meestal verschillende kits leverbaar, zodat men kon kiezen uit alleen een ander frame, of ook een opgevoerd motorblok, aanpassingen aan het aandrijfsysteem, uitlaatsysteem enz.
- Andere merken met de naam Martin, zie Martin (Australië), Martin (Japan) en Martin (Londen)